# Мытница (Тернопольская область)
Мытница (укр. Митниця) — село в Скалатской городской общине Тернопольского района Тернопольской области Украины.
До 2020 года входило в Подволочисский район.
Население по переписи 2001 года составляло 180 человек. Почтовый индекс — 47850. Телефонный код — 3543.